# 不協和音 (大門剛明)
『不協和音』（ふきょうわおん）は、大門剛明による日本の小説のシリーズ。PHP文芸文庫より2016年から刊行されている。
不当な捜査により自白を強要したとして糾弾された元刑事を父に持つ兄弟が生き別れた後、刑事と検事として再会を果たし、互いの信念をぶつけながらも共に難事件に挑むさまを描く社会派ミステリ。
2020年3月にテレビ朝日系で、田中圭主演で『ドラマスペシャル 不協和音 炎の刑事 VS 氷の検事』のタイトルでテレビドラマ化された。

## 概要
2016年3月7日に、PHP研究所から第1作『不協和音 京都、刑事と検事の事件手帳』が文庫本で発売された。短編連作形式で全5章からなる。全編書き下ろし。
2020年5月19日には、続編となる『不協和音 2 炎の刑事VS.氷の検事』が文庫本で発売された。全4章、全編書き下ろし。
2021年11月4日、第3作『不協和音3 刑事の信念、検事の矜持』が文庫本で発売された。全5章、全編書き下ろし。

## あらすじ

### 不協和音 京都、刑事と検事の事件手帳
京都府警太秦(うずまさ)署捜査一課の刑事川上祐介(かわかみゆうすけ)と、東大卒の京都地検刑事部検事唐沢真佐人(からさわまさと)は、幼い頃に生き別れた年子の兄弟である。
ふたりの父親大八木宏邦(おおやぎひろくに)は、かつて京都府警の名刑事と謳われていた。しかし、強盗殺人事件で大八木宏邦が逮捕した無期懲役囚西島茂が、自白強要に追い込まれたと訴え、再審で無罪判決を勝ち取った。この「久世橋事件」は冤罪事件としてマスコミで連日報道され、父親は違法捜査警官として社会のバッシングを受ける。父親は警察を退職し、まもなく病死した。ヒーローだった父親は一転して社会から糾弾される存在になった。
兄祐介は母親の実家川上家へ引き取られ川上姓になり、弟真佐人は父親の親友・唐沢洋太郎検事の養子になった。祐介と真佐人は冤罪事件刑事の息子という事を隠して成長する。
やがて21年後。頑健な体格の刑事川上祐介と、華奢で眉目秀麗なエリート検事唐沢真佐人は、ある事件がきっかけで再会する事になる。
第一章 偶然と必然
医師の城崎知也が別居中の妻を殺害した容疑で逮捕された。取調室で妻を殺したといったんは自白した城崎だったが、翌日からはガンとして黙秘を貫く。捜査員たちは城崎が妻の遺体を埋めたと自供した山中一帯を捜査したが、遺体は発見できなかった。捜査本部に焦りがつのる中、京都地検の唐沢真佐人から、城崎知也を不起訴処分にするという通達が来る。祐介は憤慨して京都地検に乗り込む。真佐人は裕也に「この事件には不可解な点が有る」と示唆する。
第二章 箱師の鉄
資産50億を越える一人暮らしの大富豪が花園駅前のベンチで殴殺死体で発見された。遺体からは腕時計など高級品が持ち去られていた。花園駅の防犯ビデオには、事件の起きた日に被害者を尾行する男の姿が映っていた。「箱師の鉄」と異名を取る有名な電車専門のスリだ。箱師の鉄は、9年前にスリ中に殴殺事件を起こし服役して１年前に出所したばかりだった。地取り班でペアを組んだ祐介と関口刑事は箱師の鉄を殺人の容疑者と見込んで尾行し、スリの現行犯で別件逮捕して取り調べを始める。しかし検事の真佐人は祐介に「思い込みによる一点集中捜査は危険だ」と告げる。
第三章 英雄の偶像
祐介は嵐山のカラオケ店の傷害事件に駆り出される。犯人は逃げた後だったが、リクというリーダーを中心にした非行グループのしわざだと言う事だった。翌日、嵯峨野で銀行強盗が人質を取って立てこもる事件が発生した。現場に急行した祐介は、解放された人質の証言から、銀行強盗がリクの非行グループだと推測する。また交番警官・平松は防犯カメラの写真から、銀行強盗のライフル銃はモデルガンだと言う。それを聞いた刑事課の刑事たちは銀行内部への強行突入を決意する。祐介は犯人グループが要求した現金入り(中身は新聞紙)のアタッシュケースを玄関まで運び、突入までの時間を稼ぐ役目を与えられた。そこへ真佐人から裕介の携帯に電話がかかる。「死ぬぞ」と真佐人は祐介を止める。
第四章 右と左
嵯峨野の銀行立てこもり事件で身を挺して人質をかばい撃たれた祐介は、地元の有名人になっていた。そんなある日、鳴滝交番で警官から取り調べを受けていた万引き犯が軽自動車で逃走し、パトカーに追われてコンクリートブロックに猛スピードで激突して死亡する事故が起きる。祐介は事故現場へ赴き、万引き犯をパトカーで追っていた鳴滝交番の加藤巡査長を、無謀追跡によるものか否か調べ始める。そこへ真佐人が現れ「加藤は怪しい」と告げる。加藤巡査長は寛大な人柄で情が深く、冤罪事件でバッシングを受けた祐介の父親・大八木宏邦を今も信じ続けていた。祐介は加藤巡査長に心を寄せ始める。しかし、真佐人は祐介に「加藤を野放しにするつもりか」と言い放つ。
第五章 発火点
祇園祭が近づいたある日、仁和寺近くの廃工場で放火事件が発生し三津谷研太という無職の男が逮捕される。京都市内ではここ1カ月たらずで8件の連続放火事件が起きていた。一連の連続放火事件も三津谷研太の犯行なのか。祐介は三津谷の取り調べを任され、張り切る。そんな祐介に、署長から警視庁幹部の娘との縁談が持ち込まれる。しかし取り調べに対し三津谷は絶対に口を割ろうとしない。祐介には三津谷を自白させる決め手がなかった。焦る祐介は、つい三津谷の胸ぐらを荒々しく掴み上げてしまう。そんな時、祐介は真佐人から事件現場の廃工場へ呼び出しを受ける。廃工場で、祐介は真佐人から「被疑者を取調室で脅迫するのは、冤罪を生み出した父親と同じだ」となじられる。

### 不協和音２ 炎の刑事vs.氷の検事
第一章 密室のゆりかご
深夜、祐介は児童虐待疑いで通報のあったアパートへ駆けつける。児童相談所職員・田口美佐江たちと共に部屋へ乗り込み、暴れる母親にアイスピックで刺されながらも赤ん坊を保護した。救急搬送された赤ん坊を診察したのは、児童虐待防止委員会で役員をしている小児科医・久保見潤だった。久保見潤は密室で行われる親から子への虐待の深刻さを祐介に語る。それからまもなく、同じ児童相談所の職員・木田苑子が自室で首を刺され変死体で発見された。木田苑子は、4年前に福知山で起きた赤ん坊虐待死事件の時に赤ん坊を保護した職員だった。容疑者として、福知山虐待死事件の赤ん坊の父親が浮かび上がる。しかし真佐人は祐介に「この事件、結構てごわい」と告げる。
一方で、祐介の父親・大八木宏邦から自白強要されたと訴え再審で無罪判決を勝ち取り釈放された西島茂を、祐介はいまだに「久世橋事件」の真犯人ではないかと疑って尾行していた。ある日、尾行中に西島茂が突然倒れる。祐介は西島茂を病院に運び入れ、名前を告げずに立ち去った。
第二章 同意なし
牧野小絵という女性が大学准教授・山里陽介を準強制性交等罪で訴えた。牧野小絵は、山里とホテルのレストランで一緒に食事をし酒に酔って酩酊状態になり、山里にホテルの部屋へ連れ込まれたと言う。山里陽介はテレビのコメンテーターをしメディアからもてはやされている法律家だ。山里陽介の取り調べを始めた祐介に対し、山里は「合意の上だ」と繰り返す。それどころか山里は性犯罪がいかに卑劣であるかの講義まで始める。真佐人は祐介に「とりあえず逮捕しておけば吐くだろうという考えは最悪だ」告げる。
第三章 リミット
山科の祖父母の家へ帰省していた祐介は、嵐山で起きた書店の店長傷害事件の現場に呼び出された。何者かに殴られた店長は意識不明で救急搬送されていた。書店の入り口には「万引きしたあなたへ。本を返しにこないと顔写真を公開します」という張り紙がしてある。書店は日頃から万引きに悩まされており、店長は防犯カメラ映像から万引き犯の顔写真を印刷していたらしい。しかし書店から万引き犯の顔写真は消えていた。やがて、万引き犯として杉本魁という非行少年が浮上する。一方で、書店長に借金をしていた宇野秀希という人物が、事件以降、行方をくらませていた。
事件解決後に、「久世橋事件」の西島茂が病院で危篤状態になり祐介を呼んでいると、電話がかかる。祐介が病院に駆けつけると、西島茂は「私は無罪になりたいがために、きみのお父さんに自白強要されたと嘘をついた。きみのお父さんは自白強要していない。しかし私は無実だ。君のお父さんは真犯人をみつけると言っていた」と告げて息を引き取る。
第四章 約束の朝
太秦署の前で老人が血のついた軍用ナイフを取り出し「息子を殺した」と告げて、逮捕された。老人は秋山富士夫という太秦署の元刑事だった。秋山の供述によると、秋山の引きこもりの息子が「自殺したい。無差別におおぜい殺してから自殺してやる」と口にしていたと言う。秋山自身は癌で余命いくばくもなく、無差別殺人を犯すかもしれない息子を残して死ねないと考えての犯行だと語った。祐介は秋山の絶望的な犯行動機に同情する。マスコミも秋山に同情的な報道をしていた。しかし、真佐人は祐介に「おかしいと思わないか？　同情なんかすると目が曇るぞ」と言い放つ。
「久世橋事件」で父・大八木宏邦が自白強要していなかったと知った祐介と真佐人。真佐人は祐介に「俺は久世橋事件の真犯人をみつけ出す。親父のために」と告げる。

### 不協和音３刑事の信念、検事の矜持
第一章 メドゥーサの証言
祐介は父・大八木宏邦が退職に追い込まれた「久世橋事件」についてひそかに捜査していた。「久世橋事件」とは31年前、大山セメント工場社長の大山三郎兵衛が殺され三千万円以上の現金が盗まれた強盗殺人事件である。犯人は犯行現場に足跡を残していた。28.5センチの。祐介は、久世橋事件の話を聞こうと元警察官の加藤博行と待ち合わせる。しかし待ち合わせ場所近くで火災が発生し、加藤博行は焼け落ちる寸前の家から少年・瑞希を助け出して意識不明の重体になった。火災の原因は放火だった。火事から救出された少年・瑞希が描いた放火犯の絵には、腕にメデューサのタトゥーが描かれていた。やがて腕にメデューサのタトゥーがある藤野巧が逮捕される。しかし真佐人は、少年の描いたメデューサと藤野巧のタトゥーのメデューサの違いに着目し、「藤野はこのままでは不起訴だ」と刑事たちに告げる。
事件が解決し、病院へ加藤博行を見舞った祐介は、加藤の家族から「久世橋事件」について書かれた加藤の手帳を渡された。
第二章 足跡
加藤博行の手帳には「大山セメント工場、カム送り、28.5、090-(携帯番号)」と書かれていた。
祐介は嵯峨野で起きた強盗致傷事件現場に駆けつけた。現場の岸部家の庭のぬかるみには28センチ以上の靴跡が残されていた。この家には老夫婦が住んでおり、妻・タカ子は認知症である。逮捕されたのはタカ子の訪問介護士・上村和彦だった。上村には窃盗で服役していた前科があり、靴のサイズは28.5センチ。祐介は上村の取り調べを始め、上村和彦が過去に「久世橋事件」の大山セメント工場で働いていた事を知る。さらに上村は以前はカム送り(バイパス開錠)を得意とする窃盗犯だった。祐介は上村和彦が「久世橋事件」の真犯人ではないかと考える。一方で加藤博行が手帳に書き残した携帯番号は、父・大八木宏邦の捜査一課時代の盟友・角谷正太郎の番号だった。祐介と居酒屋で会った元刑事の角谷正太郎は、31年前の事件当時、上村和彦も捜査線上に上がっていたと言った。ついに真犯人にたどり着いたのか、と気持ちがたかぶる祐介に、真佐人は「上村和彦を不起訴にする」と告げた。
事件が解決し、真佐人は祐介に、「岩切貞夫」という名前を告げる。
第三章 かすり傷
祐介は真佐人から聞いた岩切貞夫について調べ始める。岩切貞夫のデータは警察にはなく、岩切貞夫という氏名を頼りに探すが、同姓同名の他人ばかりで空振りが続く。
夫からDV被害に遭い夫と別居中の成田彩未の運転する車が、民家の外壁に激突して大破した。祐介は現場に駆けつける。成田彩未の車のブレーキホースは故意に切断されていた。殺人未遂事件である。容疑者として夫である成田雄平が浮上した。成田雄平は2年前に妻へのDVで逮捕され、2年間のDV加害者更生プログラムを受け、妻への接近を禁止されていた。しかし妻・彩未は事故の日に成田雄平を窓越しに目撃しており、成田雄平は妻・彩未に多額の保険金を掛けていた。成田は逮捕される。真佐人は祐介に「何かを見落としているのかもしれない」と告げる。
事件が解決し、秋になった頃、祐介は弁護士・宇都宮実桜から、岩切貞夫が亀岡でラーメン店を経営しているという情報を得る。
第四章 不協和音(前編)
祐介は暇を見つけては岩切貞夫のラーメン店に通い、岩切の尾行を続けていた。岩切は56才。かつて非行少年で高校を中退、大山セメントで従業員をし、20代でラーメン店を開業している。足のサイズは28.5センチだった。
西院の立派な屋敷で強盗殺人事件が起き、不動産経営者の足立葉子58才が殺害され一千万が奪われた。祐介は現場に駆けつけるが、周辺の景色に見覚えがあった。岩切貞夫を尾行中に岩切がその屋敷を覗きこんでいた事があったのだ。足立家の勝手口のドアは犯人によってカム送り(バイパス開錠)で開けられていた。さらに鑑識の結果、現場から採取した遺留DNAが31年前の「久世橋事件」の犯人のDNAと一致した。
第五章 不協和音(後編)
足立葉子殺人事件と「久世橋事件」の真犯人は逮捕され、すべてを自白した。自殺しようと川へ車ごと飛び込んだ犯人を、水中から真佐人とふたりで救出した祐介は署のヒーローになった。しかし犯人が足立葉子の屋敷の金庫から盗んだ一千万円は発見されない。真佐人の養父・唐沢洋太郎は祐介と真佐人に、父親・大八木宏邦が生前に「犯人は二人いるかもしれない」と言っていたと告げる。祐介と真佐人は、犯人が犯行現場から逃げる途中で共犯者に盗んだ金を受け渡したのではないかと捜査を始める。

## 登場人物
川上祐介（かわかみ ゆうすけ）〈32〉
京都府警太秦署刑事課所属。巡査部長。21年前に父の死をきっかけに、母親の実家に引き取られ川上姓になる。
高校卒業後に父親と同じ警察官になり、生活課や交番勤務を経て、30歳を過ぎてから刑事になった。身長は180センチを越え頑健な体格。愚直なまでに事件と向き合う。
唐沢真佐人（からさわ まさと）〈31〉
京都地検刑事部検事。
東大出身で司法試験に在学中に合格したエリート。祐介の1歳違いの実弟。21年前に父の死をきっかけに、父の親友・唐沢洋太郎検事の養子になる。
大八木宏邦（おおやぎ ひろくに）
祐介と真佐人の父。京都府警の元刑事で、数々の事件を解決してきた名刑事だった。「久世橋事件」で自白の強要で冤罪を作ったとしてマスコミや社会からバッシングを受けたことで、以前より悪かった肝臓の病気が悪化し死亡。
唐沢洋太郎（からさわ ようたろう）
元最高検検事。京都地検検事時代に宏邦と親交があり、家にも度々遊びに来ていた。子供がおらず真佐人を養子にする。
小寺順平（こでら じゅんぺい）
京都府警捜査一課の警部補。50代のベテラン刑事。
関口佳成（せきぐち よしなり）〈49〉
京都府警捜査一課の警部補。以前は三課で窃盗犯を中心に活動しており、鉄道警察隊に所属していた経歴もある。
谷田部稔（やたべ みのる）
京都府警捜査一課の係長。
安田富夫（やすだ とみお）
太秦署の署長。昨年赴任したばかり。小心で責任回避の傾向がある。
有村秀人（ありむら ひでと）
太秦署の刑事課係長。筋肉の塊のような武闘派。
平松樹生〈27〉
嵯峨野西交番勤務の制服警官。京大を卒業しているがキャリアではない。交番のおまわりさんが天職だと思っている。
中原葉月〈33〉
太秦署の女性刑事。刑事になって6年目。落ちついている。
宇都宮実桜（うつのみや みお）
関西の名門、左京法律事務所の弁護士。西陣織で有名な呉服問屋の娘。20代半ば。
杉野雅文（すぎの まさふみ）
京都地検三席検事。杉野が自白させた案件も警察で自白したことにしてくれるため、刑事たちに評判がよい。脳梗塞で倒れた。
横井至（よこい いたる）
京都地検副部長検事。
西島茂（にしじま しげる）
殺人事件「久世橋事件」の犯人として逮捕され無期懲役判決で服役していたが、大八木宏邦から自白を強要されたと服役中に訴え、再審で冤罪が証明され無罪になり釈放された。
加藤博行
警察を退職した元巡査長。祐介が「久世橋事件」について相談している。顔が広く住民から慕われている。祐介に会う直前に火災から少年を救出し意識不明の重体になる。

## 書誌情報
- PHP研究所〈PHP文芸文庫〉
  1. 『不協和音 京都、刑事と検事の事件手帳』、2016年3月7日発売、ISBN 978-4-569-76523-5
  2. 『不協和音 2 炎の刑事VS.氷の検事』、2020年5月19日発売、ISBN 978-4-569-90020-9
  3. 『不協和音 3 刑事の信念、検事の矜持』、2021年11月4日発売、ISBN 978-4-569-90170-1

## テレビドラマ
『不協和音 炎の刑事 VS 氷の検事』（ふきょうわおん ほのおのけいじ VS こおりのけんじ）のタイトルで、2020年3月15日にドラマスペシャルとしてテレビ朝日系「日曜プライム」で放送。主演は田中圭。
原作では京都が舞台だが、テレビドラマでは東京に変更されている。

### キャスト
- 川上祐介（月島東署 刑事） - 田中圭（幼少期：込江大牙）
- 唐沢真佐人（東京地検 検事） - 中村倫也（幼少期：石毛宏樹）
- 宇都宮実桜（弁護士） - 趣里[9]
- 安田富夫（月島東署 署長） - 相島一之
- 城崎知也（月島橋外科病院 医師） - 岡部たかし
- 三津谷研太（コンビニアルバイト） - 川島潤哉
- 有村秀人（月島東署 刑事課 係長） - 板倉チヒロ
- 平松樹生（佃川交番 巡査） - 笠松将
- 片桐寛市（医療機器メーカー） - 古河耕史
- 町田琉太（窃盗の常習犯） - 小野寺晃良
- 丸山与四郎（丸山建業 社長） - 木下ほうか
- 大八木宏邦（祐介と真佐人の亡父、元 警視庁捜査一課 刑事） - 丸山智己
- 加藤美喜江（加藤博行の妻） - 多岐川裕美
- 小寺順平（警視庁捜査一課 警部補） - 杉本哲太[9]
- 加藤博行（佃川交番 巡査長） - 生瀬勝久[9]
- 川俣しのぶ、板垣雄亮、若林拓也、水瀬慧人、住吉晃典、宮島啓、上村依子、岡田帆乃佳、さくらかおり、小島健生、内藤心希、根本拓洋、中田裕一、森林永理奈、小栗山晃市、優木千央、荒川浩平、竹岡善彦　ほか

### スタッフ
- 原作 - 大門剛明 『不協和音 京都、刑事と検事の事件手帳』（PHP文芸文庫 / PHP研究所）
- 脚本 - 髙橋泉
- 監督 - 大谷健太郎
- プロット協力 - 松本庵路
- 法律監修 - 鈴木喜久子
- 警察指導 - 石坂隆昌
- スタント - 高橋昌志
- 技術協力 - ビデオスタッフ
- 美術協力 - 東京美工
- CG - 田中貴志
- ゼネラルプロデューサー - 三輪祐見子（テレビ朝日）
- プロデューサー - 飯田サヤカ（テレビ朝日）、竹内千賀（東阪企画）
- 制作協力 - 東阪企画
- 制作著作 - テレビ朝日